# Němčice nad Hanou
Němčice nad Hanou (in tedesco Niemtschitz an der Hanna) è una città della Repubblica Ceca facente parte del distretto di Prostějov, nella regione di Olomouc.